# Senior League LIFF 2016
La LIFF Senior League 2016 è la 19ª edizione del campionato di flag football (10º organizzato dalla LIFF). La stagione è iniziata il 29 maggio 2016 e terminerà il 9 ottobre 2016.

## Squadre partecipanti
| Club                      | Città              | Risultato nella stagione 2015 |
| ------------------------- | ------------------ | ----------------------------- |
| 65ers Arona               | Arona (NO)         | Campioni in carica            |
| Black Sharks Ostia        | Ostia              |                               |
| Blue Storms Busto Arsizio | Busto Arsizio (VA) |                               |
| Cardinals Palermo         | Palermo            |                               |
| Cleavers Cavriago         | Cavriago (RE)      |                               |
| Crabs Pescara             | Pescara            |                               |
| Gargoyles Ancona          | Ancona             |                               |
| Grizzlies Roma            | Roma               |                               |
| Guatti Ancona             | Ancona             |                               |
| Hedgehogs Boschetto       | Curtatone (MN)     |                               |
| Heroes Milano             | Milano             |                               |
| Hunters Roma              | Roma               |                               |
| Leoni Udine               | Basiliano (UD)     |                               |
| Marines Lazio             | Roma               |                               |
| Marlins Rimini            | Rimini             |                               |
| Minatori Cave             | Cave (RM)          |                               |
| Minotaurs Torino          | Torino             |                               |
| Panthers Parma            | Parma              |                               |
| Pirates Loano             | Savona             |                               |
| Raiders Roma              | Roma               |                               |
| Red Tigers Ortona         | Ortona (CH)        |                               |
| Ref All In Trieste        | Trieste            |                               |
| Refoli Trieste            | Trieste            |                               |
| Seahawks Bologna          | Bologna            |                               |
| Steelers Terni            | Terni              |                               |
| Tauri Torino              | Torino             |                               |
| Veterans Grosseto         | Grosseto           |                               |
| Vipers Modena             | Modena             |                               |
| Taz30 Bologna             | Bologna            |                               |
| X-Men Correggio           | Correggio (RE)     |                               |

### Gironi
| Division Nord-Ovest       | Division Nord-Est  | Division Centro-Sud |
| ------------------------- | ------------------ | ------------------- |
| 65ers Arona               | Gargoyles Ancona   | Black Sharks Ostia  |
| Blue Storms Busto Arsizio | Guatti Ancona      | Cardinals Palermo   |
| Cleavers Cavriago         | Leoni Udine        | Crabs Pescara       |
| Hedgehogs Boschetto       | Marlins Rimini     | Grizzlies Roma      |
| Heroes Milano             | Ref All In Trieste | Hunters Roma        |
| Minotaurs Torino          | Refoli Trieste     | Marines Lazio       |
| Panthers Parma            | Seahawks Bologna   | Minatori Cave       |
| Pirates Loano             | Taz30 Bologna      | Raiders Roma        |
| Tauri Torino              |                    | Red Tigers Ortona   |
| Vipers Modena             |                    | Steelers Terni      |
| X-Men Correggio           |                    | Veterans Grosseto   |

## Calendario

### 1ª giornata
Il Bowl divisionale Nord-Ovest previsto per questa data è stato annullato per forfait del presidio medico e sarà recuperato in data da decidersi.

Il Bowl Divisionale Centro-Sud previsto per questa data è stato rinviato al 17 luglio.

#### Divisionale Nord Ovest
| Barco 29 maggio 2016, ore 10:00 | Cleavers Cavriago     | - – - | Tauri Torino | Campo Sportivo\| Arbitro: \| Crew Minotaurs Torino \| |
| Arbitro:                        | Crew Minotaurs Torino |       |              |                                                       |

| Barco 29 maggio 2016, ore 10:00 | 65ers Arona              | - – - | X-Men Correggio | Campo Sportivo\| Arbitro: \| Crew Hedgehogs Boschetto \| |
| Arbitro:                        | Crew Hedgehogs Boschetto |       |                 |                                                          |

| Barco 29 maggio 2016, ore 11:10 | Heroes Milano          | - – - | Tauri Torino | Campo Sportivo\| Arbitro: \| Crew Cleavers Cavriago \| |
| Arbitro:                        | Crew Cleavers Cavriago |       |              |                                                        |

| Barco 29 maggio 2016, ore 11:10 | X-Men Correggio  | - – - | Hedgehogs Boschetto | Campo Sportivo\| Arbitro: \| Crew 65ers Arona \| |
| Arbitro:                        | Crew 65ers Arona |       |                     |                                                  |

| Barco 29 maggio 2016, ore 12:20 | 65ers Arona                          | - – - | Cleavers Cavriago | Campo Sportivo\| Arbitro: \| Crew X-Men Correggio e Heroes Milano \| |
| Arbitro:                        | Crew X-Men Correggio e Heroes Milano |       |                   |                                                                      |

| Barco 29 maggio 2016, ore 12:20 | Tauri Torino                             | - – - | Minotaurs Torino | Campo Sportivo\| Arbitro: \| Crew Hedgehogs Boschetto e Heroes Milano \| |
| Arbitro:                        | Crew Hedgehogs Boschetto e Heroes Milano |       |                  |                                                                          |

| Barco 29 maggio 2016, ore 13:30 | Hedgehogs Boschetto | - – - | Cleavers Cavriago | Campo Sportivo\| Arbitro: \| Crew 65ers Arona \| |
| Arbitro:                        | Crew 65ers Arona    |       |                   |                                                  |

| Barco 29 maggio 2016, ore 13:30 | Heroes Milano         | - – - | Cleavers Cavriago | Campo Sportivo\| Arbitro: \| Crew Minotaurs Torino \| |
| Arbitro:                        | Crew Minotaurs Torino |       |                   |                                                       |

| Barco 29 maggio 2016, ore 14:40 | Hedgehogs Boschetto | - – - | Minotaurs Torino | Campo Sportivo\| Arbitro: \| Crew Tauri Torino \| |
| Arbitro:                        | Crew Tauri Torino   |       |                  |                                                   |

| Barco 29 maggio 2016, ore 14:40 | 65ers Arona          | - – - | Heroes Milano | Campo Sportivo\| Arbitro: \| Crew X-Men Correggio \| |
| Arbitro:                        | Crew X-Men Correggio |       |               |                                                      |

| Barco 29 maggio 2016, ore 15:50 | Cleavers Cavriago                 | - – - | Minotaurs Torino | Campo Sportivo\| Arbitro: \| Crew Tauri Torino e Heroes Milano \| |
| Arbitro:                        | Crew Tauri Torino e Heroes Milano |       |                  |                                                                   |

#### Divisionale Nord Est
| Rimini 29 maggio 2016, ore 10:30 | Marlins Rimini          | 13 – 35 | Gargoyles Ancona | Campo Torre Pedrera\| Arbitro: \| Crew Ref All In Trieste \| |
| Arbitro:                         | Crew Ref All In Trieste |         |                  |                                                              |

| Rimini 29 maggio 2016, ore 10:30 | Taz30 Bologna       | 45 – 47 | Guatti Ancona | Campo Torre Pedrera\| Arbitro: \| Crew Refoli Trieste \| |
| Arbitro:                         | Crew Refoli Trieste |         |               |                                                          |

| Rimini 29 maggio 2016, ore 11:40 | Refoli Trieste     | 54 – 12 | Marlins Rimini | Campo Torre Pedrera\| Arbitro: \| Crew Guatti Ancona \| |
| Arbitro:                         | Crew Guatti Ancona |         |                |                                                         |

| Rimini 29 maggio 2016, ore 11:40 | Ref All In Trieste    | 21 – 47 | Taz30 Bologna | Campo Torre Pedrera\| Arbitro: \| Crew Gargoyles Ancona \| |
| Arbitro:                         | Crew Gargoyles Ancona |         |               |                                                            |

| Rimini 29 maggio 2016, ore 12:50 | Ref All In Trieste  | 18 – 47 | Guatti Ancona | Campo Torre Pedrera\| Arbitro: \| Crew Marlins Rimini \| |
| Arbitro:                         | Crew Marlins Rimini |         |               |                                                          |

| Rimini 29 maggio 2016, ore 12:50 | Refoli Trieste     | 39 – 20 | Gargoyles Ancona | Campo Torre Pedrera\| Arbitro: \| Crew Taz30 Bologna \| |
| Arbitro:                         | Crew Taz30 Bologna |         |                  |                                                         |

| Rimini 29 maggio 2016, ore 14:00 | Guatti Ancona       | 28 – 19 | Refoli Trieste | Campo Torre Pedrera\| Arbitro: \| Crew Marlins Rimini \| |
| Arbitro:                         | Crew Marlins Rimini |         |                |                                                          |

| Rimini 29 maggio 2016, ore 14:00 | Gargoyles Ancona   | 7 – 25 | Ref All In Trieste | Campo Torre Pedrera\| Arbitro: \| Crew Taz30 Bologna \| |
| Arbitro:                         | Crew Taz30 Bologna |        |                    |                                                         |

| Rimini 29 maggio 2016, ore 15:10 | Marlins Rimini                        | 19 – 52 | Taz30 Bologna | Campo Torre Pedrera\| Arbitro: \| Crew Guatti Ancona e Gargoyles Ancona \| |
| Arbitro:                         | Crew Guatti Ancona e Gargoyles Ancona |         |               |                                                                            |

### 2ª giornata

#### Divisionale Nord Est
| Trieste 12 giugno 2016, ore 10:00 | Leoni Udine         | 36 – 6 | Ref All In Trieste | C.S. San Luigi\| Arbitro: \| Crew Refoli Trieste \| |
| Arbitro:                          | Crew Refoli Trieste |        |                    |                                                     |

| Trieste 12 giugno 2016, ore 11:10 | Refoli Trieste   | 41 – 25 | Taz30 Bologna | C.S. San Luigi\| Arbitro: \| Crew Leoni Udine \| |
| Arbitro:                          | Crew Leoni Udine |         |               |                                                  |

| Trieste 12 giugno 2016, ore 12:20 | Leoni Udine             | 41 – 6 | Taz30 Bologna | C.S. San Luigi\| Arbitro: \| Crew Ref All In Trieste \| |
| Arbitro:                          | Crew Ref All In Trieste |        |               |                                                         |

| Trieste 12 giugno 2016, ore 13:30 | Ref All In Trieste  | 0 – 42 | Taz30 Bologna | C.S. San Luigi\| Arbitro: \| Crew Refoli Trieste \| |
| Arbitro:                          | Crew Refoli Trieste |        |               |                                                     |

| Trieste 12 giugno 2016, ore 14:40 | Leoni Udine        | 6 – 19 | Refoli Trieste | C.S. San Luigi\| Arbitro: \| Crew Taz30 Bologna \| |
| Arbitro:                          | Crew Taz30 Bologna |        |                |                                                    |

| Trieste 12 giugno 2016, ore 15:50 | Ref All In Trieste | 13 – 79 | Refoli Trieste | C.S. San Luigi\| Arbitro: \| Crew Leoni Udine \| |
| Arbitro:                          | Crew Leoni Udine   |         |                |                                                  |

#### Interdivisionale Nord Ovest-Centro Sud
| Scandiano 12 giugno 2016, ore 10:30 | Marines Lazio     | 25 – 18 | Cleavers Cavriago | Stadio Andrea Torelli\| Arbitro: \| Crew Raiders Roma \| |
| Arbitro:                            | Crew Raiders Roma |         |                   |                                                          |

| Scandiano 12 giugno 2016, ore 10:30 | Pirates Loano                           | 14 – 21 | Grizzlies Roma | Stadio Andrea Torelli\| Arbitro: \| Crew Black Sharks Ostia e Heroes Milano \| |
| Arbitro:                            | Crew Black Sharks Ostia e Heroes Milano |         |                |                                                                                |

| Scandiano 12 giugno 2016, ore 10:30 | X-Men Correggio       | 34 – 12 | Crabs Pescara | Stadio Andrea Torelli\| Arbitro: \| Crew Minotaurs Torino \| |
| Arbitro:                            | Crew Minotaurs Torino |         |               |                                                              |

| Scandiano 12 giugno 2016, ore 10:30 | Red Tigers Ortona | 40 – 0 | Vipers Modena | Stadio Andrea Torelli\| Arbitro: \| Crew Tauri Torino \| |
| Arbitro:                            | Crew Tauri Torino |        |               |                                                          |

| Scandiano 12 giugno 2016, ore 10:30 | Veterans Grosseto                 | 6 – 48 | Hedgehogs Boschetto | Stadio Andrea Torelli\| Arbitro: \| Crew Hunters Roma e Heroes Milano \| |
| Arbitro:                            | Crew Hunters Roma e Heroes Milano |        |                     |                                                                          |

| Scandiano 12 giugno 2016, ore 11:40 | Cleavers Cavriago                      | 41 – 19 | Hunters Roma | Stadio Andrea Torelli\| Arbitro: \| Crew Marines Lazio e Veterans Grosseto \| |
| Arbitro:                            | Crew Marines Lazio e Veterans Grosseto |         |              |                                                                               |

| Scandiano 12 giugno 2016, ore 11:40 | Raiders Roma                       | 50 – 13 | Heroes Milano | Stadio Andrea Torelli\| Arbitro: \| Crew Pirates Loano e Vipers Modena \| |
| Arbitro:                            | Crew Pirates Loano e Vipers Modena |         |               |                                                                           |

| Scandiano 12 giugno 2016, ore 11:40 | Red Tigers Ortona                  | 28 – 18 | Tauri Torino | Stadio Andrea Torelli\| Arbitro: \| Crew Marines Lazio e Crabs Pescara \| |
| Arbitro:                            | Crew Marines Lazio e Crabs Pescara |         |              |                                                                           |

| Scandiano 12 giugno 2016, ore 11:40 | X-Men Correggio          | 39 – 38 | Black Sharks Ostia | Stadio Andrea Torelli\| Arbitro: \| Crew Hedgehogs Boschetto \| |
| Arbitro:                            | Crew Hedgehogs Boschetto |         |                    |                                                                 |

| Scandiano 12 giugno 2016, ore 11:40 | Grizzlies Roma                     | 29 – 27 | Minotaurs Torino | Stadio Andrea Torelli\| Arbitro: \| Crew Pirates Loano e Vipers Modena \| |
| Arbitro:                            | Crew Pirates Loano e Vipers Modena |         |                  |                                                                           |

| Scandiano 12 giugno 2016, ore 12:50 | Hunters Roma                               | 32 – 12 | Vipers Modena | Stadio Andrea Torelli\| Arbitro: \| Crew Cleavers Cavriago e Veterans Grosseto \| |
| Arbitro:                            | Crew Cleavers Cavriago e Veterans Grosseto |         |               |                                                                                   |

| Scandiano 12 giugno 2016, ore 12:50 | Heroes Milano          | 20 – 34 | Crabs Pescara | Stadio Andrea Torelli\| Arbitro: \| Crew Red Tigers Ortona \| |
| Arbitro:                            | Crew Red Tigers Ortona |         |               |                                                               |

| Scandiano 12 giugno 2016, ore 12:50 | Tauri Torino          | 31 – 37 | Black Sharks Ostia | Stadio Andrea Torelli\| Arbitro: \| Crew Minotaurs Torino \| |
| Arbitro:                            | Crew Minotaurs Torino |         |                    |                                                              |

| Scandiano 12 giugno 2016, ore 12:50 | Marines Lazio                            | 41 – 6 | Pirates Loano | Stadio Andrea Torelli\| Arbitro: \| Crew X-Men Correggio e Veterans Grosseto \| |
| Arbitro:                            | Crew X-Men Correggio e Veterans Grosseto |        |               |                                                                                 |

| Scandiano 12 giugno 2016, ore 12:50 | Raiders Roma        | 37 – 0 | Hedgehogs Boschetto | Stadio Andrea Torelli\| Arbitro: \| Crew Grizzlies Roma \| |
| Arbitro:                            | Crew Grizzlies Roma |        |                     |                                                            |

| Scandiano 12 giugno 2016, ore 14:00 | Hunters Roma                      | 27 – 6 | Pirates Loano | Stadio Andrea Torelli\| Arbitro: \| Crew Tauri Torino e Crabs Pescara \| |
| Arbitro:                            | Crew Tauri Torino e Crabs Pescara |        |               |                                                                          |

| Scandiano 12 giugno 2016, ore 14:00 | Hedgehogs Boschetto | 6 – 20 | Red Tigers Ortona | Stadio Andrea Torelli\| Arbitro: \| Crew Grizzlies Roma \| |
| Arbitro:                            | Crew Grizzlies Roma |        |                   |                                                            |

| Scandiano 12 giugno 2016, ore 14:00 | Minotaurs Torino        | 0 – 46 | Marines Lazio | Stadio Andrea Torelli\| Arbitro: \| Crew Black Sharks Ostia \| |
| Arbitro:                            | Crew Black Sharks Ostia |        |               |                                                                |

| Scandiano 12 giugno 2016, ore 14:00 | Veterans Grosseto                 | 27 – 14 | Vipers Modena | Stadio Andrea Torelli\| Arbitro: \| Crew Tauri Torino e Heroes Milano \| |
| Arbitro:                            | Crew Tauri Torino e Heroes Milano |         |               |                                                                          |

| Scandiano 12 giugno 2016, ore 14:00 | Raiders Roma           | 27 – 20 | X-Men Correggio | Stadio Andrea Torelli\| Arbitro: \| Crew Cleavers Cavriago \| |
| Arbitro:                            | Crew Cleavers Cavriago |         |                 |                                                               |

| Scandiano 12 giugno 2016, ore 15:10 | Heroes Milano                          | 7 – 40 | Black Sharks Ostia | Stadio Andrea Torelli\| Arbitro: \| Crew Red Tigers Ortona e Vipers Modena \| |
| Arbitro:                            | Crew Red Tigers Ortona e Vipers Modena |        |                    |                                                                               |

| Scandiano 12 giugno 2016, ore 15:10 | Grizzlies Roma                             | 21 – 40 | Cleavers Cavriago | Stadio Andrea Torelli\| Arbitro: \| Crew X-Men Correggio e Hedgehogs Boschetto \| |
| Arbitro:                            | Crew X-Men Correggio e Hedgehogs Boschetto |         |                   |                                                                                   |

| Scandiano 12 giugno 2016, ore 15:10 | Crabs Pescara      | 20 – 12 | Minotaurs Torino | Stadio Andrea Torelli\| Arbitro: \| Crew Pirates Loano \| |
| Arbitro:                            | Crew Pirates Loano |         |                  |                                                           |

| Scandiano 12 giugno 2016, ore 15:10 | Tauri Torino                            | 12 – 21 | Veterans Grosseto | Stadio Andrea Torelli\| Arbitro: \| Crew Marines Lazio e Black Sharks Ostia \| |
| Arbitro:                            | Crew Marines Lazio e Black Sharks Ostia |         |                   |                                                                                |